# Lucas Pos
Lucas Allen Pos (Irvine, 16 febbraio 1998) è un calciatore statunitense naturalizzato canadese, difensore dello Stade Lausanne-Ouchy.

## Biografia
Nato negli Stati Uniti da padre canadese, si è trasferito in giovane età in Svizzera dove in seguito ha acquisito il passaporto svizzero.

## Caratteristiche tecniche
È un difensore centrale.

## Carriera

### Club
Pos ha iniziato la sua carriera nei settori giovanili di Montreux-Sports, Yverdon e Losanna, dove ha giocato con la squadra Under-21 in 1ª Lega fra il 2015 ed il 2018. Ha debuttato in prima squadra il 24 novembre 2018 nell'incontro di Challenge League vinto 5-1 contro il Winterthur dove ha realizzato una doppietta.
Rimasto svincolato al termine della stagione, dopo sei mesi senza squadra ha firmato con lo Stade Nyonnais nel gennaio del 2020 senza però debuttare anche a causa dello stop dei campionati per via della pandemia di COVID-19. Ha esordito la stagione seguente in Promotion League contro l'Étoile Carouge.
Il 7 luglio 2021 ha firmato con lo Stade Lausanne-Ouchy diventando in breve tempo titolare al centro della difesa. Al termine della stagione 2022-2023 ha conquistato con il club la promozione in Super League battendo il Sion ai play-off. Il 26 luglio 2023 ha debuttato nella massima divisione svizzera nell'incontro perso 3-0 contro il Lugano.

### Nazionale
Nel 2019 ha giocato due amichevoli con gli Stati Uniti Under-23.
Nel febbraio del 2024 è stato inserito dalla nazionale canadese nella lista dei pre-convocati per i play-off di CONCACAF Nations League e nell'aprile seguente ha dichiarato la sua intenzione di voler giocare per il Canada.

## Statistiche

### Presenze e reti nei club
Statistiche aggiornate al 21 aprile 2024.
| Stagione        | Squadra              | Campionato      | Campionato | Campionato | Coppe nazionali | Coppe nazionali | Coppe nazionali | Coppe continentali | Coppe continentali | Coppe continentali | Altre coppe | Altre coppe | Altre coppe | Totale | Totale | Totale |
| Stagione        | Squadra              | Comp            | Pres       | Reti       | Comp            | Pres            | Reti            | Comp               | Pres               | Reti               | Comp        | Pres        | Reti        | Pres   | Reti   |        |
| --------------- | -------------------- | --------------- | ---------- | ---------- | --------------- | --------------- | --------------- | ------------------ | ------------------ | ------------------ | ----------- | ----------- | ----------- | ------ | ------ | ------ |
| 2015-2016       | Losanna U-21         | 1L              | 10         | 2          |                 | -               | -               |                    | -                  | -                  |             | -           | -           | 10     | 2      |        |
| 2016-2017       | Losanna U-21         | 1L              | 22         | 3          |                 | -               | -               |                    | -                  | -                  |             | -           | -           | 22     | 3      |        |
| 2017-2018       | Losanna U-21         | 1L              | 23         | 1          |                 | -               | -               |                    | -                  | -                  |             | -           | -           | 23     | 1      |        |
| 2018-2019       | Losanna U-21         | 1L              | 13+2       | 3+1        |                 | -               | -               |                    | -                  | -                  |             | -           | -           | 15     | 4      |        |
| 2018-2019       | Losanna              | ChL             | 11         | 2          | CS              | 0               | 0               |                    | -                  | -                  |             | -           | -           | 11     | 2      |        |
| 2020-2021       | Stade Nyonnais       | PL              | 12+1       | 1+0        | CS              | 3               | 0               |                    | -                  | -                  |             | -           | -           | 16     | 1      |        |
| 2021-2022       | Stade Lausanne-Ouchy | ChL             | 28         | 2          | CS              | 1               | 0               |                    | -                  | -                  |             | -           | -           | 29     | 1      |        |
| 2022-2023       | Stade Lausanne-Ouchy | ChL             | 26+2       | 0          | CS              | 1               | 0               |                    | -                  | -                  |             | -           | -           | 29     | 1      |        |
| 2023-2024       | Stade Lausanne-Ouchy | SL              | 25         | 1          | CS              | 2               | 0               |                    | -                  | -                  |             | -           | -           | 27     | 1      |        |
| Totale carriera | Totale carriera      | Totale carriera | 175        | 16         |                 | 7               | 0               |                    | -                  | -                  |             | -           | -           | 182    | 16     |        |